# Del Reeves
Franklinn Delano "Del" Reeves (Sparta, Carolina do Norte, 14 de Julho de 1932 – Centerville, 1 de Janeiro de 2007) foi um cantor de música country norte-americano, mais conhecido pelas suas canções da década de 1960. Tornou-se num dos cantores masculinos de Country dessa década. Reeves deveu o seu nome ao presidente Franklin Delano Roosevelt, que fora nomeado pelo Partido Democrático para ser o seu candidato a presidente alguns dias antes do nascimento do cantor.

## Escalada da fama
Del Reeves é provavelmente melhor conhecido pela sua cota de êxitos da década de 1960. Ele provou que se podia tornar num cantor country pelas suas próprias qualidades e ter sucesso, com canções como "The Girl on the Billboard" e "The Belles of Southern Bell", ambas pontos altos da sua carreira. Reeves foi um excelente vocalista e podia cantar mais que melodias de novidade como provou com a sua "Looking at the World through a Windshield" de 1968.
Em 1954, assinou um contrato com a Capitol Records. Mais tarde, ainda na década de 1950, gravou para a Decca Records, tal como para a Reprise Records e a Columbia Records.

## O cume da sua carreira
Tudo começou a mudar quando Reeves assinou contrato com a United Artists Records. O trabalho que ele fez para a "United Artists" é provavelmente o seu trabalho mais conhecido. Ele finalmente conseguiu um bom score com o seu êxito de 1961, "Be Quiet Mind". Mais tarde, em 1965, teve o seu primeiro #1 hit nas tabelas, com "The Girl on the Billboard". O seu seguinte, "The Belles of the Southern Belle" fez o "Country Top Five". Durante esta época, ele e a sua esposa tornaram-se numa equipa de escrita de canções. O duo escreveu canções para as preferências de Rose Maddox, Carl Smith e Roy Drusky, para nomear alguns.
O seu sucesso continuou ao durante o resto da década de 1960. Canções que se tornaram hits nesta época são "Be Glad" e "Good Time Charlie's."

## Carreira na década de 1970
Na década de 1970, cortou uma série de duetos com Bobby Goldsboro e Penny DeHaven. Também regressou à televisão, apresentando o programa, Del Reeves' Country Carnival.
O seu último grande sucesso foi em "The Philadelphia Fillies."  A sua carreira entrou em declínio em meados da década de 1970 e a partir de então começou a sair lentamente da música country. De qualquer forma, ele gravou alguns duetos com Billie Jo Spears em 1976.

## Declínio
Em 1979, deixou a sua carreira musical para prosseguir uma carreira como executivo musical. De facto, ele desempenhou um grande papel na assinatura de Billy Ray Cyrus. Reeves continuo a gravar na década de 1980, embora menos que noutras épocas e para pequenas editoras.
Del Reeves juntou-se ao Grand Ole Opry em 1966, onde continuou a actuar até aos seus últimos anos. A sua última actuação na Opry foi em Agosto de 2002.

## Morte
Del Reeves morreu aos 74 anos, devido a um enfisema pulmunar, no Dia de Ano Novo de 2007.

## Trivialidades
- Del Reeves deu créditos a bem-conhecidos e lendários cantores country como Ernest Tubb, Roger Miller e Johnny Cash como as maiores influências para a sua carreira musical.
- Foi-lhe dado o apelido de The Doodle-Oo-Doo-Doo Kid por ele acrescentar a frase "doodle-oo-doo-doo" aos seus vocais e linhas de guitarra em muitas das suas canções.

## Discografia

### Singles
| Ano  | Single                                      | Álbum                          | U.S. Country | U.S. Pop |
| 1965 | "The Girl On the Billboard"                 | The Girl On the Billboard      | #1           | #96      |
| 1965 | "The Belles of the Southern Belle"          | The Girl On the Billboard      | #4           | -        |
| 1966 | "Women Do Funny Things to Me"               | Doodle-Oo-Doo-Doo              | #9           | -        |
| 1967 | "A Dime At a Time"                          | Our Way of Life                | #12          | -        |
| 1968 | "Looking At the World Through a Windshield" | Looking At the World           | #5           | -        |
| 1969 | "Good Time Charlie's"                       | Down At the Goodtime Charlie's | #3           | -        |
| 1969 | "Be Glad"                                   | Down At the Goodtime Charlie's | #5           | -        |
| 1969 | "There Wouldn't Be a Lonely Heart In Town"  | Big Daddy Del                  | #12          | -        |
| 1969 | "Workin' Like the Devil For the Lord"       | Friends and Neighbors          | #33          | -        |
| 1970 | "A Lover's Question"                        | The Best 2                     | #14          | -        |
| 1971 | "Philadelphia Fillies"                      | Del Reeves                     | #9           | -        |
| 1971 | "Dozen Pairs of Boots"                      | Del Reeves                     | #31          | -        |
| 1972 | "Crying In the Rain"                        | His Greatest Hits              | #54          | -        |
| 1972 | "But I Do"                                  | His Greatest Hits              | #65          | -        |

### Álbuns seleccionados
| Ano  | Álbum                             |
| 1965 | The Girl On the Billboard         |
| 1965 | Doodle-Oo-Doo-Doo                 |
| 1966 | Sings Jim Reeves                  |
| 1966 | Special Delivery                  |
| 1966 | Santa's Boy                       |
| 1967 | Stuttin' My Stuff                 |
| 1967 | The Little Church In the Dell     |
| 1967 | Our Way of Life                   |
| 1968 | The Best                          |
| 1968 | Looking At the World              |
| 1969 | Wonderful World of Country Music  |
| 1969 | Down At the Goodtime Charlie's    |
| 1969 | Friends and Neighbors             |
| 1970 | Big Daddy Del                     |
| 1970 | Country Concert                   |
| 1970 | The Best 2                        |
| 1971 | Del Reeves                        |
| 1972 | Before Goodbye                    |
| 1973 | Trucker's Paradise                |
| 1974 | Live At the Palomino Club         |
| 1974 | The Very Best                     |
| 1975 | With Strings and Things           |
| 1976 | By Request (com Billie Jo Spears) |
| 1976 | 10th Anniversary                  |
| 1980 | Let's Got to Heaven Tonight       |
| 1994 | His Greatest Hits                 |
| 1996 | Gospel                            |
| 1998 | I'll Take My Chances              |